# Dusmetina iberica
Dusmetina iberica är en tvåvingeart som beskrevs av Gil Collado 1930. Dusmetina iberica ingår i släktet Dusmetina och familjen puckeldansflugor. Inga underarter finns listade i Catalogue of Life.